# Sławutówko
Sławutówko [pronunciación en polaco: /swavuˈtufkɔ/] (en casubio: Sławùtówkò/Môłé Sławùtowò; en alemán: Klein Schlatau) es un pueblo en el distrito administrativo de Gmina Puck, dentro del Condado de Puck, Voivodato de Pomerania, en Polonia del norte. Se encuentra aproximadamente a 5 kilómetros al suroeste de Puck y a 38 kilómetros al noroeste de la capital regional Gdańsk.
El pueblo tiene una población de 180 habitantes.